# Александровка (Желєзногорський район)
Александровка (рос. Александровка) — присілок в Желєзногорському районі Курської області Російської Федерації.
Населення становить 17 осіб. Входить до складу муніципального утворення Кармановська сільрада.

## Історія
Населений пункт розташований на території українського етнічного та культурного краю Східна Слобожанщина.
Від 2004 року входить до складу муніципального утворення Кармановська сільрада.

## Населення
| 1862 | 1883 | 1905 | 1979 | 2002 | 2010 |
| ---- | ---- | ---- | ---- | ---- | ---- |
| 172  | ↘89  | ↗181 | ↘75  | ↘26  | ↘17  |